# Wild in the Sky
Wild in the Sky, också känd som Black Jack, är en amerikansk actionkomedi från 1972 producerad, skriven och regisserad av William T. Naud med bland andra Georg Stanford Brown, Brandon DeWilde och Keenan Wynn, i huvudrollerna. 

## Rollista (i urval)
| Roll           | Skådespelare         | Not |
| -------------- | -------------------- | --- |
| Lynch          | Georg Stanford Brown |     |
| Josh           | Brandon deWilde      |     |
| Harry Gobohare | Keenan Wynn          |     |
| Bob Recker     | Tim O'Connor         |     |
| Dykaren        | Dick Gautier         |     |
| Major Reason   | Robert Lansing       |     |
| Presidenten    | James Daly           |     |

### Webbkällor
- ”Wild in the Sky (1972)” (på engelska). www.allmovie.com. https://www.allmovie.com/movie/wild-in-the-sky-v117053. Läst 14 oktober 2020.